# Manding (Sprache)

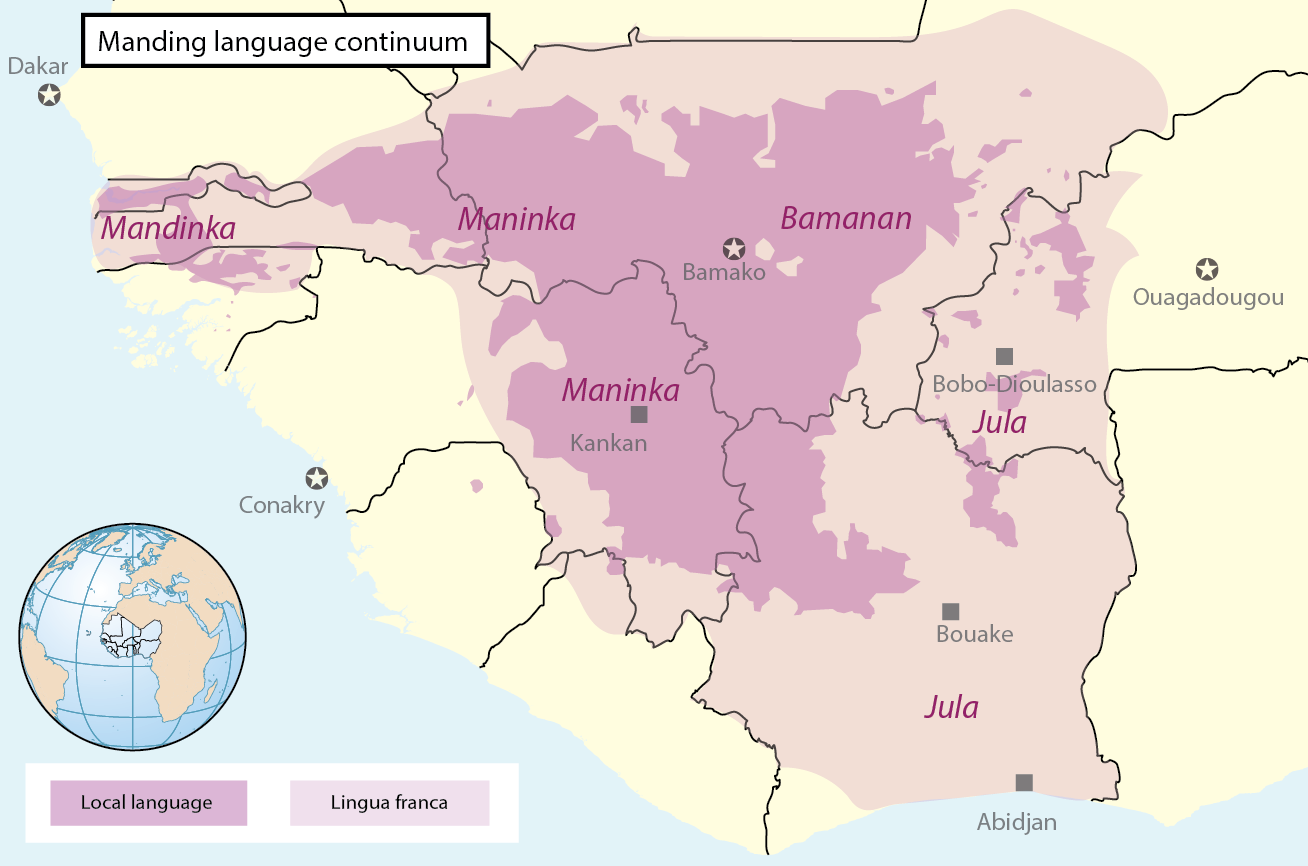
Manding-Dialektkontinuum in Westafrika

Manding (auch Mandingue, Mandingo, Mandekan, Mandé-kan) ist eine Sammelbezeichnung für eine Gruppe von Dialekten in Westafrika, die ein Dialektkontinuum bilden. Die Varietäten des Manding können teilweise auch als eigenständige Sprachen aufgefasst werden.
Es gehört zur Familie der Mande-Sprachen innerhalb des Niger-Kongo-Sprachphylums.
Manding wird in Mali, der Elfenbeinküste, Gambia und in Teilen von Burkina Faso, Guinea und des Senegal von ca. 7 Mio. Menschen als Muttersprache und weiteren 5–7 Mio. als Zweitsprache gesprochen. Es stellt eine wichtige Verkehrssprache dar.
Zum Manding gehören u. a.:
- Bambara
- Dioula
- Mandinka
- Maninka
- Xaasongaxango